# Campeonato Europeo de Judo de 2017
El LXV Campeonato Europeo de Judo se celebró en Varsovia (Polonia) entre el 20 y el 22 de abril de 2017 bajo la organización de la Unión Europea de Judo (EJU) y la Federación Polaca de Judo.
Las competiciones se realizaron en la Arena Torwar de la capital polaca.

## Calendario
| Fecha→ Categoría ↓ | Ju 20 | Vi 21 | Sá 22 |
| ------------------ | ----- | ----- | ----- |
| –60 kg             | ●     |       |       |
| –66 kg             | ●     |       |       |
| –73 kg             |       | ●     |       |
| –81 kg             |       | ●     |       |
| –90 kg             |       |       | ●     |
| –100 kg            |       |       | ●     |
| +100 kg            |       |       | ●     |

| Fecha→ Categoría ↓ | Ju 20 | Vi 21 | Sá 22 |
| ------------------ | ----- | ----- | ----- |
| –48 kg             | ●     |       |       |
| –52 kg             | ●     |       |       |
| –57 kg             | ●     |       |       |
| –63 kg             |       | ●     |       |
| –70 kg             |       | ●     |       |
| –78 kg             |       |       | ●     |
| +78 kg             |       |       | ●     |

1. 1 2  Las rondas de eliminación se disputaron a partir de las 11:00, y las finales a partir de las 16:00 (hora de Polonia, UTC+2)

## Medallistas

### Masculino
| Evento          | Oro                         | Plata                      | Bronce                                                     |
| --------------- | --------------------------- | -------------------------- | ---------------------------------------------------------- |
| –60 kg (20.04)  | Robert Mshvidobadze · Rusia | Yanislav Guerchev Bulgaria | Francisco Garrigós · España · Orxan Səfərov · Azerbaiyán   |
| –66 kg (20.04)  | Heorhi Zantaraya · Ucrania  | Adrian Gomboc Eslovenia    | Nicat Şıxəlizadə · Azerbaiyán · Matej Poliak · Eslovaquia  |
| –73 kg (21.04)  | Hidayət Heydərov Azerbaiyán | Musa Mogushkov · Rusia     | Rüstəm Orucov · Azerbaiyán · Tommy Macias · Suecia         |
| –81 kg (21.04)  | Alan Jubetsov · Rusia       | Dominic Ressel · Alemania  | Dominik Družeta · Croacia · Aslan Lappinagov · Rusia       |
| –90 kg (22.04)  | Aleksandar Kukolj Serbia    | Axel Clerget Francia       | Beka Gviniashvili · Georgia · Jusein Jalmurzayev · Rusia   |
| –100 kg (22.04) | Elxan Məmmədov Azerbaiyán   | Cyrille Maret Francia      | Kiril Denisov · Rusia · Kazbek Zankishiyev · Rusia         |
| +100 kg (22.04) | Guram Tushishvili Georgia   | Adam Okruashvili Georgia   | Lukáš Krpálek · República Checa · Roy Meyer · Países Bajos |

### Femenino
| Evento         | Oro                            | Plata                           | Bronce                                                             |
| -------------- | ------------------------------ | ------------------------------- | ------------------------------------------------------------------ |
| –48 kg (20.04) | Daria Bilodid · Ucrania        | Irina Dolgova · Rusia           | Éva Csernoviczki · Hungría · Monica Ungureanu · Rumania            |
| –52 kg (20.04) | Majlinda Kelmendi Kosovo       | Alesia Kuznetsova · Rusia       | Evelyne Tschopp · Suiza · Joana Ramos · Portugal                   |
| –57 kg (20.04) | Priscilla Gneto Francia        | Theresa Stoll · Alemania        | Hélène Receveaux Francia Nora Gjakova Kosovo                       |
| –63 kg (21.04) | Tina Trstenjak Eslovenia       | Margaux Pinot Francia           | Kathrin Unterwurzacher · Austria · Alice Schlesinger · Reino Unido |
| –70 kg (21.04) | Sanne van Dijke · Países Bajos | Giovanna Scoccimarro · Alemania | Barbara Matić · Croacia · Marie-Ève Gahié · Francia                |
| –78 kg (22.04) | Audrey Tcheuméo Francia        | Guusje Steenhuis · Países Bajos | Natalie Powell · Reino Unido · Abigél Joó · Hungría                |
| +78 kg (22.04) | Maryna Slutskaya · Bielorrusia | Svitlana Yaromka · Ucrania      | Larisa Cerić · Bosnia y Herzegovina · Carolin Weiß · Alemania      |

## Medallero
| Núm. | País                 | Oro | Plata | Bronce | Total |
| ---- | -------------------- | --- | ----- | ------ | ----- |
| 1    | Rusia                | 2   | 3     | 4      | 9     |
| 2    | Francia              | 2   | 3     | 2      | 7     |
| 3    | Ucrania              | 2   | 1     | 0      | 3     |
| 4    | Azerbaiyán           | 2   | 0     | 3      | 5     |
| 5    | Georgia              | 1   | 1     | 1      | 3     |
| 5    | Países Bajos         | 1   | 1     | 1      | 3     |
| 7    | Eslovenia            | 1   | 1     | 0      | 2     |
| 8    | Kosovo               | 1   | 0     | 1      | 2     |
| 9    | Bielorrusia          | 1   | 0     | 0      | 1     |
| 9    | Serbia               | 1   | 0     | 0      | 1     |
| 11   | Alemania             | 0   | 3     | 1      | 4     |
| 12   | Bulgaria             | 0   | 1     | 0      | 1     |
| 13   | Croacia              | 0   | 0     | 2      | 2     |
| 13   | Hungría              | 0   | 0     | 2      | 2     |
| 13   | Reino Unido          | 0   | 0     | 2      | 2     |
| 16   | Austria              | 0   | 0     | 1      | 1     |
| 16   | Bosnia y Herzegovina | 0   | 0     | 1      | 1     |
| 16   | Eslovaquia           | 0   | 0     | 1      | 1     |
| 16   | España               | 0   | 0     | 1      | 1     |
| 16   | Portugal             | 0   | 0     | 1      | 1     |
| 16   | República Checa      | 0   | 0     | 1      | 1     |
| 16   | Rumania              | 0   | 0     | 1      | 1     |
| 16   | Suecia               | 0   | 0     | 1      | 1     |
| 16   | Suiza                | 0   | 0     | 1      | 1     |
|      | TOTAL                | 14  | 14    | 28     | 56    |